# Pirgu
Pirgu – wieś w Estonii, w prowincji Rapla, w gminie Juuru.